# Svartån, Skåne
För andra betydelser, se Svartån.
Svartån är en å i Skåne som är cirka 10 km lång och har ett cirka 40 km² stort flodområde i en ravindalgång. Svartån kommer från Krageholmssjön, 43 meter över havet, vid Krageholms slott, i Ystads kommun, och mynnar ut i Östersjön vid tätorten Svarte. Svartån har ett för skånska åar ett ovanligt brant lopp (i genomsnitt 4 m/km), men vattenmängden är ringa. Förutom källsjön finns inga sjöar i flodområdet. I sitt mellersta lopp mottar Svartån från höger en rätt ansenlig bäck, men i övrigt saknas nämnvärda biflöden.